# Lill-Ämten
Lill-Ämten är en sjö i Laxå kommun i Västergötland och ingår i Motala ströms huvudavrinningsområde. Sjöns area är 0,03 kvadratkilometer och den är belägen 155,7 meter över havet.